# Фрегаты проекта 22350
Фрегаты проекта 22350 типа «Адмирал Горшков» — серия российских многоцелевых фрегатов 1-го ранга с управляемым ракетным вооружением ближней, дальней морской и океанской зоны, строящихся для ВМФ ВС России.
Фрегаты проекта 22350 спроектированы и построены как замена эсминцев проекта 956 и БПК проекта 1155.
На август 2025 года  — запланировано строительство 10 кораблей, построено 5 (3 в составе флота), 3 строятся, 2 планируются к закладке.

## История проектирования
Закрытый тендер на постройку головного корабля этого проекта для Военно-Морского Флота Вооружённых сил России предполагалось объявить ещё в начале 2002 года. Эскизный проект корабля был разработан в «Северном проектно-конструкторском бюро» и утверждён командованием ВМФ России в июне 2003 года, однако из-за того, что строительство корабля не было включено в гособоронзаказ, тендер был объявлен лишь в апреле 2005 года.
В июне этого же года на военно-морском салоне IMDS-2005 в Санкт-Петербурге начальником управления заказов и поставок кораблей, морского вооружения и военной техники Министерства обороны контр-адмиралом А. Ф. Шлемовым было сообщено, что в тендере участвуют три судостроительных предприятия: «Северная верфь», «Прибалтийский завод „Янтарь“» и ФГУП «Севмашпредприятие». Заявку на участие в тендере подавал и «Балтийский завод», но 11 апреля 2005 года группа ИСТ, владеющая «Балтийским заводом» и «Объединённая промышленная компания», контролирующая «Северную верфь», подписали соглашение «О совместной реализации проектов в сфере военного судостроения»: группа ИСТ обязывалась не бороться за военные заказы, которые должны согласно документу концентрироваться на «Северной верфи»; «Балтийский завод» по условиям соглашения должен был оказывать партнёрам «всю необходимую технологическую поддержку при выполнении военных заказов».

## История строительства
Закладка головного корабля этого проекта — «Адмирал флота Советского Союза Горшков» — состоялась 1 февраля 2006 года на Санкт-петербургском судостроительном предприятии «Северная верфь». Главным строителем корабля стал Д. Ю. Силантьев. Спущен на воду 29 октября 2010 года. По плану датой его вступления в строй должен был стать 2012 год. Это первый крупный надводный боевой корабль, заложенный на верфях России после распада СССР. Всего за последующие 15 — 20 лет планировалось построить до 20 фрегатов, базой для которых должны были стать корабли этого проекта. Предполагается, что они будут входить в состав всех четырёх флотов ВМФ России. Однако ввиду ряда причин выполнение заказа существенно замедлилось, в связи с чем с 2011 года был дан ход параллельному строительству для российского флота и фрегатов проекта 11356Р, до этого считавшихся чисто экспортными.
Точное число запланированных к строительству кораблей серии неизвестно, но по неофициальным данным, руководство ВМФ в 2010 году планировало построить серию из 10 — 12 кораблей проекта 22350. В состав Черноморского флота предполагалось включить шесть фрегатов проекта 22350.
17 марта 2011 года пресс-служба компании «ОАО Северная верфь» сообщила о заключении с Министерством обороны России контракта на строительство ещё четырёх фрегатов в дополнение к уже строящимся двум фрегатам проекта 22350. Контракт подписан в рамках госпрограммы вооружения до 2020 года. По оценке Центра анализа стратегий и технологий (ЦАСТ) минимальная цена фрегата 22350 составляет 18 млрд руб. Фрегаты должны быть переданы Военно-морскому Флоту России до 2018 года.
12 декабря 2014 года главнокомандующий ВМФ России адмирал Виктор Чирков сообщил, что Военно-морской флот в ближайшее время рассчитывает получить 15 фрегатов проекта 22350 и модифицированных 22350М. Данные корабли составят основу корабельных группировок ВМФ в Арктической зоне, Атлантике и Средиземном море.
После аннексии Крыма и начала войны в Донбассе, в июне 2014 года президент Украины П. А. Порошенко запретил военно-техническое сотрудничество с Россией. Этот запрет коснулся и контракта с «Зоря-Машпроект» на поставку газовых турбин для фрегатов проекта 22350. В качестве ответной меры, российским КБ «Алмаз» был разработан новый проект, производство газотурбинных энергетических установок для которого вместо «Зоря-Машпроект» должно освоить НПО «Сатурн» (г. Рыбинск, Ярославская область).
4 мая 2016 года министр обороны России Сергей Шойгу сообщил, что в состав ВМФ России войдут шесть фрегатов проекта 22350 к 2025 году.
12 декабря 2017 года главком ВМФ России адмирал Владимир Королёв заявил, что в будущем фрегаты проекта 22350 станут основными российскими военными кораблями дальней морской и океанской зоны.
Строительство и испытания головного фрегата проекта 22350 — «Адмирал флота Советского Союза Горшков» — были сопряжены со значительными задержками и сложностями и были завершены лишь в конце июля 2018 года. 23 апреля 2019 года в Санкт-Петербурге на ПАО «Судостроительный завод „Северная верфь“» в присутствии президента Российской Федерации Владимира Путина состоялась церемония одновременной закладки для ВМФ России сразу двух фрегатов проекта 22350, получивших названия «Адмирал Амелько» (заводской номер 925) и «Адмирал Чичагов» (заводской номер 926). Данные корабли стали пятым и шестым фрегатами проекта 22350, сдача их планируется соответственно на 2024 и 2025 годы. Сообщается, что данные два корабля будут несколько отличаться от первых четырёх фрегатов проекта 22350 — в частности, они получат усиленное ударное вооружение в виде 32 вертикальных пусковых установок комплекса УКСК вместо 16 на первых четырёх кораблях.
20 июля 2020 года на «Северной верфи» в Санкт-Петербурге были заложены фрегаты «Адмирал Юмашев» и «Адмирал Спиридонов» проекта 22350. Данные два корабля также получат 4 × 8 УКСК на 32 ракеты. 25 августа 2020 года на форуме «Армия-2020» был подписан контракт на закладку в 2021 году ещё двух фрегатов проекта 22350.

## Конструкция

### Корпус и надстройка
Фрегаты проекта 22350 являются типичными кораблями длиннополубачной конструкции, со сплошной надстройкой, выполненной с использованием композитных конструкционных материалов на основе поливинилхлорида и углеродных волокон (композитные материалы обеспечивают снижение уровня вторичного радиолокационного поля корабля посредством поглощения и рассеяния радиоволн). Физические поля фрегата минимизированы. Благодаря оригинальной архитектуре надстройки и использованию композитных конструкционных материалов («стелс») снижена эффективная поверхность рассеяния корабля, что в свою очередь позволяет понизить его радиолокационную и оптическую заметность.
Кормовая оконечность — транцевая. Форма обводов корпуса и острый форштевень должна обеспечить кораблям проекта хорошие мореходные качества. Двойное дно идёт на протяжении большей части корпуса (от носовых отсеков с боезапасом вплоть до машинного отделения и кормового подзора).
На корабле предполагается установить новые успокоители качки с неубирающимися рулями, что позволит уменьшить объёмы занимаемые механизмами управления успокоителями качки.
Мореходность корабля должна обеспечивать применения вооружения и техники без ограничений при работающем успокоителе качки на волнении моря до 4 — 5 баллов. Весь боезапас управляемых ракет предполагается хранить в вертикальных пусковых установках с конструктивной защитой.

### Энергетическая установка
Первоначально фрегат предполагалось оснащать силовой установкой производства украинской «Зоря-Машпроект». Вследствие охлаждения российско-украинских межгосударственных отношений в июне 2014 года новый украинский президент П. А. Порошенко запретил военно-техническое сотрудничество с Россией. Этот запрет коснулся и контракта «Зоря-Машпроект» на поставку газовых турбин для фрегатов проекта 22350.
В качестве ответной меры КБ «Алмаз» был разработан новый проект; производство газотурбинных энергетических установок для которого вместо «Зоря-Машпроект» должно освоить НПО ПАО «Сатурн» (г. Рыбинск). 
Была выбрана дизель-газотурбинная энергетическая установка типа CODOG общей мощностью 65 400 лошадиных сил. Она состоит из двух двухвальных дизель-газотурбинных агрегатов М55Р в составе 2-х V-16 цилиндровых дизельных двигателей 10Д49 (маршевые) мощностью по 5200 л.с. АО «Коломенский завод» и 2-х газотурбинных двигателей М90ФР (форсажные) мощностью по 27 500 л.с. работающих через два редуктора РО55Р производства ПАО «Звезда» на два вала с гребными винтами фиксированного шага, локальная электронная цифровая система управления «Пурга-11» НПО «Аврора». Электроэнергией  корабль обеспечивается двумя дизель-генераторами АДГ-1000 производства Уральского дизель-моторного завода. 
Опытный образец газотурбинной установки российского производства был отправлен на испытания в 2017 году. Судостроительный завод «Северная верфь» в 2018 году получил первые газотурбинные установки производства «ОДК - Сатурн» для строящихся фрегатов проекта 22350.
23 октября 2020 года ПАО «Звезда» (Санкт-Петербург) сообщило, что первый комплект полностью российского производства редукторных передач РО55 для дизель-газотурбинного агрегата ДГТА-М55Р готов для первой отечественной силовой установки четвёртого фрегата «Адмирал флота Советского Союза Исаков» с заводским номером 924, который в настоящее время находится ещё в стапельной стадии постройки. А комплект редукторных передач РО55 для третьего фрегата «Адмирал Головко» с заводским номером 923, спущенного на воду 22 мая 2020 года, будет изготовлен ПАО «Звезда» следующим в 2021 году, это связано с особенностью перезаключения контрактов. Комплект редукторных передач РО55 для фрегатов проекта 22350 успешно прошли квалификационные испытания, а также испытания в составе дизель-газотурбинного агрегата, разработчиком и изготовителем которого является НПО «Сатурн» (ПАО «ОДК-Сатурн»). Решением квалификационной комиссии предприятие признано готовым к серийному выпуску и поставке изделий. Первый агрегат М55Р для четвёртого фрегата «Адмирал флота Советского Союза Исаков» поставлен в ноябре 2020 года на завод «Северная верфь», второй агрегат для фрегата «Адмирал флота Советского Союза Исаков» планируется поставить в декабре 2020 года, последующие агрегаты М55Р для третьего фрегата «Адмирал Головко» будут поставлены в 2021 году сообщил первый заместитель генерального директора госкорпорации «Ростех» Владимир Артяков.

### Мореходность и обитаемость
Мореходность корабля позволяет применение вооружений при волнении моря до 5 баллов.
Водоизмещение стандартное — 4500 тонн.
Скорость полного хода — 29,5 узлов. Дальность плавания — 4500 морских миль на 14 узлах. Автономность плавания по запасам провизии — 30 суток. Экипаж — 186—210 человек.

## Вооружение
Корабли проекта несут комплекс вооружения, состоящий из ракетного, артиллерийского, радиотехнического и других видов вооружения.

### Универсальный корабельный стрельбовый комплекс 3С14
В носовой части корпуса перед надстройкой размещены два восьмиячеечных модуля универсального корабельного стрельбового комплекса 3С14 (УКСК), предназначенные для хранения и запуска противокорабельных крылатых ракет 3М55 «Оникс» или PJ-10 «BrahMos», либо противокорабельных, противолодочных и стратегических ракет семейства «Калибр-НК». Также установка комплекс может использовать перспективные гиперзвуковые крылатые ракеты 3М22 «Циркон», принятие на вооружение которых ожидается в 2023 году.
Начиная с пятого корабля проекта («Адмирал Амелько») планируется установка 32 ячеек УКСК вместо прежних 16.

### Зенитный ракетный комплекс «Редут»
Зенитное ракетное вооружение корабля представлено комплексом «Редут» дальностью до 150 км, размещённом в носовой части корабля перед УКСК и состоящем из четырёх восьмиячеечных модулей. В каждой ячейке ракетного комплекса может быть размещена либо одна зенитная управляемая ракета средней дальности 9М96(Е), либо одна ракета большой дальности 9М96М(Е2), либо один модуль из четырёх ракет малой дальности 9М100(Е). Таким образом общий боезапас зенитного ракетного комплекса может насчитывать от 32 до 128 ракет в 32 ячейках. Возможно также одновременное размещение в пусковых установках всех вышеперечисленных ракет в разном количестве, для создание эшелонированной обороны корабля.

### Артиллерия
Артиллерийское вооружение корабля представлено артиллерийской установкой А-192М «Армат» калибром 130-мм (дальность стрельбы до 22 км, скорострельность — 30 выстрелов в минуту). Артиллерийская система имеет широкий диапазон углов обстрела (170/80°); номенклатура боеприпасов позволяет ей поражать береговые, морские и воздушные цели, а новая система управления артиллерийским огнём обладает многоканальностью по обстреливаемым целям.
2 × 1 - 14,5-мм морская тумбовая пулемётная установка Владимирова (14,5-мм МТПУ), предназначена для борьбы с надводными, береговыми и воздушными легкобронированными целями.
Рядом с вертолётным ангаром побортно установлены два боевых модуля 2 × 2 × 6 - 30-мм ЗАК «Палаш» с двумя шестиствольными вращающимися орудиями АО-18КД предназначенных для самообороны корабля на малой дальности (6000 снарядов калибра 30-мм).
Противолодочное вооружение фрегата представлено двумя побортно размещёнными в средней части надстройки (за лацпортами) счетверёнными 2 × 4 - 324-мм - 8 ПУ комплекса противолодочной обороны и противоторпедной защиты «Пакет-НК».
В состав авиационного вооружения входит один вертолёт Ка-27, располагающийся в одноместном палубном ангаре.

### Радиоэлектронное вооружение
Радиолокационная станция (РЛС) обнаружения надводных и воздушных целей — 5П27 «Фуркэ», РЛС обнаружения и целеуказания ЗРК — «Полимент», РЛС целеуказания ПКРК — 34К1 «Монолит», несколько навигационных радиолокационных станций (НРЛС), РЛС управления огнём артиллерии — 5П-10 «Пума». Боевая информационно-управляющая система (БИУС), комплексы радиоэлектронной борьбы (РЭБ) (адаптированная под проект система 5П-28) и радиоэлектронного подавления(РЭП), средства радио- и космической связи.

## Представители проекта
Цвета таблиц:

 Белый — не достроен

 Зелёный  — в составе ВМФ России

Северная верфь
| №  | Наименование                             | б/н | Зав. № | Закладка   | Спуск на воду | Вступление в строй | Флот | Состояние                                                 | Примечания              |
| -- | ---------------------------------------- | --- | ------ | ---------- | ------------- | ------------------ | ---- | --------------------------------------------------------- | ----------------------- |
| 1  | «Адмирал флота Советского Союза Горшков» | 454 | 921    | 01.02.2006 | 29.10.2010    | 28.07.2018         | СФ   | В строю                                                   | В составе 43-й ДиРК СФ  |
| 2  | «Адмирал флота Касатонов»                | 461 | 922    | 26.11.2009 | 12.12.2014    | 21.07.2020         | СФ   | В строю                                                   | В составе 43-й ДиРК СФ  |
| 3  | «Адмирал Головко»                        | 456 | 923    | 01.02.2012 | 22.05.2020    | 25.12.2023         | СФ   | В строю                                                   | В составе 43-й ДиРК СФ  |
| 4  | «Адмирал флота Советского Союза Исаков»  |     | 924    | 14.11.2013 | 27.09.2024    | 2027               | ТОФ  | Достраивается на плаву, готовится к швартовным испытаниям | В составе 44-й БрПК ТОФ |
| 5  | «Адмирал Амелько»                        |     | 925    | 23.04.2019 | 14.08.2025    | 12.2027            | ТОФ  | Достраивается на плаву, готовится к швартовным испытаниям | В составе 44-й БрПК ТОФ |
| 6  | «Адмирал Чичагов»                        |     | 926    | 23.04.2019 | 2026          | 12.2028            | ТОФ  | Строится                                                  |                         |
| 7  | «Адмирал Юмашев»                         |     | 927    | 20.07.2020 | 2027          | 12.2029            | ТОФ  | Строится                                                  |                         |
| 8  | «Адмирал Спиридонов»                     |     | 928    | 20.07.2020 | 2028          | 12.2030            | ЧФ   | Строится                                                  |                         |
| 9  | «Адмирал Капитанец»                      |     | 929    | 2026       | 2032          | 12.2034            | ЧФ   | Заключён контракт                                         |                         |
| 10 | «Адмирал Высоцкий»                       |     | 930    | 2026       | 2033          | 12.2035            | ЧФ   | Заключён контракт                                         |                         |

Амурский судостроительный завод
АСЗ в 2022 году может получить крупный контракт на строительство 6 фрегатов проекта 22350 для Тихоокеанского флота. Об этом сообщил первый заместитель генерального директора Амурского судостроительного завода Михаил Боровский телеканалу «Россия 1 Хабаровск».

### Проект 22350М
По данным 2019 года ведётся разработка модернизированного фрегата проекта 22350М. По неофициальным сведениям до конца 2019 года планировалось завершить эскизный проект корабля. На июль 2020 года работа по созданию фрегатов проекта 22350М продолжается. По информации «Военного обозрения», изложенной в статье «В ОСК назвали сроки закладки головного фрегата модернизированного проекта 22350М» от 17.08.2022 в январе 2022 года ОСК заявила, что технический проект и рабочую конструкторскую документацию на корабль готовит Северное ПКБ, в ближайшее время они будут отправлены в Минобороны на утверждение. Закладка головного фрегата проекта 22350М на «Северной верфи» запланирована после ввода в эксплуатацию нового эллинга. По состоянию на январь 2023 года строительство нового эллинга завершено на 30 %. Всего планируется построить 12 кораблей данного проекта.
Стандартное водоизмещение 7600 тонн (9000 тонн полное), длина 165 м, ширина 19 м, осадка 5,5 м, скорость полная 30 узлов (14 узлов экономическая), дальность 7000 миль, автономность 30 суток, экипаж 270 человек, 1 × 1 - 130-мм АУ А-192М, ГЭУ: газотурбинная «Сатурн»: 2 маршевых М70ФРУ мощностью по 10,2 МВт (14 000 л.с.) и 2 форсажных М90ФР мощностью по 20,2 МВт (27 500 л.с.), УКСК: «Оникс», «Циркон», «Калибр» 6 × 8 - 48 ячеек, ПВО: ЗРК «Редут» с УВП на 8 × 8 - 64 ячейки, 2 × 2 × 6 - 30-мм «Панцирь-МЕ», два вертолёта и БПЛА в 2-х палубных ангарах.
Представители проекта
| № | Наименование | б/н | Зав. № | Закладка | Спуск на воду | Вступление в строй | Флот | Состояние | Примечания                                        |
| - | ------------ | --- | ------ | -------- | ------------- | ------------------ | ---- | --------- | ------------------------------------------------- |
| 1 |              |     |        | 2027     | 2034          | 12.2036            |      |           | Планируется подписание государственного контракта |